# Egglhausen
Egglhausen ist ein Ortsteil des Marktes Pfeffenhausen im niederbayerischen Landkreis Landshut.

## Geographie und Verkehrsanbindung
Das Kirchdorf liegt westlich des Kernortes Pfeffenhausen an der Kreisstraße LA 39. Unweit östlich verläuft die B 299. Durch den Ort fließt die Große Laber, ein rechter Nebenfluss der Donau.

## Sehenswürdigkeiten
In der Liste der Baudenkmäler in Pfeffenhausen ist für Egglhausen ein Baudenkmal aufgeführt:
- Die katholische Filialkirche St. Nikolaus ist eine Saalkirche mit eingezogenem Chor. Der spätgotische Backsteinbau stammt aus dem 15. Jahrhundert. Der nördlich angebaute Turm trägt einen Achteckaufsatz und einen Spitzhelm.